# Торговиця (Дубенський район)
Торго́виця — село в Україні, у Підлозцівській сільській громаді Дубенського району Рівненської області. Населення становить 290 осіб.

## Географія
Село розташоване на правому березі річки Ікви, яка впадає у річку Стир.

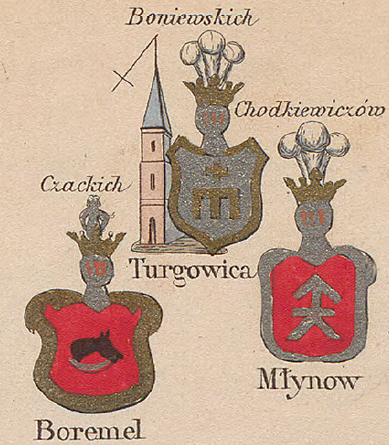
Торговиця на мапі Зигмунда Герстмана

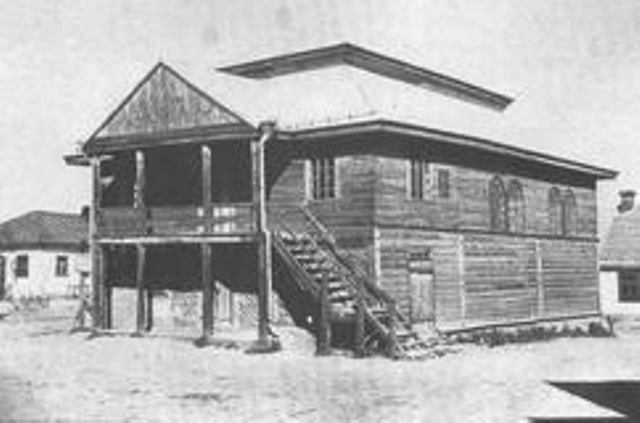
Колишня синагога

## Історія
Село Торговиця згадується за 14 липня 1446 року як власність Омейдоера, яку князь Свидригайло надав йому як своєму слузі[джерело?].
21(25) липня 1520 року Сигізмунд І Старий надає Івану та Федору Івановичам Корецьким привілей на двір Торговиця із прилеглими селами.
в 1569 році власником 1/3 маєтку був Богдан Масальський а 2/3 - володів Богуш Федорович Корецький.
У 1906 році село Ярославицької волості Дубенського повіту Волинської губернії. Відстань від повітового міста 30 верст, від волості 10. Дворів 136, мешканців 1238.
7 (20) листопада 1917 року, відповідно до Третього Універсалу Української Центральної Ради, увійшло до складу Української Народної Республіки.
У 1929 р. на містечко Торговиця поширені правила міської забудови.
12 червня 2020 року, відповідно до розпорядження Кабінету Міністрів України № 722-р від «Про визначення адміністративних центрів та затвердження територій територіальних громад Рівненської області», увійшло до складу Підлозцівської сільської громади.
19 липня 2020 року, в результаті адміністративно-територіальної реформи та ліквідації Млинівського району, село увійшло до складу Дубенського району.

## Населення
За переписом населення 2001 року в селі мешкали 383 особи.

### Мова
Розподіл населення за рідною мовою за даними перепису 2001 року:
| Мова       | Відсоток |
| ---------- | -------- |
| українська | 99,48 %  |
| російська  | 0,52 %   |